# 圣蒂兰
圣蒂兰（法語：Saint-Thurin，法語發音：[sɛ̃ tyʁɛ̃]）是法国卢瓦尔省的一个旧市镇，位于该省西部，属于蒙布里松区。2019年，圣蒂兰与市镇圣于连拉韦特尔合并为新市镇昂宗河畔韦特尔。

## 地理
圣蒂兰（45°48'58"N, 3°52'18"E）面积7.35 平方千米，位于法国奥弗涅-罗讷-阿尔卑斯大区卢瓦尔省，该省份为法国中南部省份，北起顺时针与索恩-卢瓦尔省、罗讷省、伊泽尔省、阿尔代什省、上盧瓦爾省、多姆山省和阿列省接壤。
与圣蒂兰接壤的市镇（或旧市镇、城区）包括：阿约、尚波利、圣迪迪耶-叙罗什福尔、圣于连拉韦特尔、圣洛朗-罗什福尔、圣马丹拉索沃泰。
圣蒂兰的时区为UTC+01:00、UTC+02:00（夏令时）。

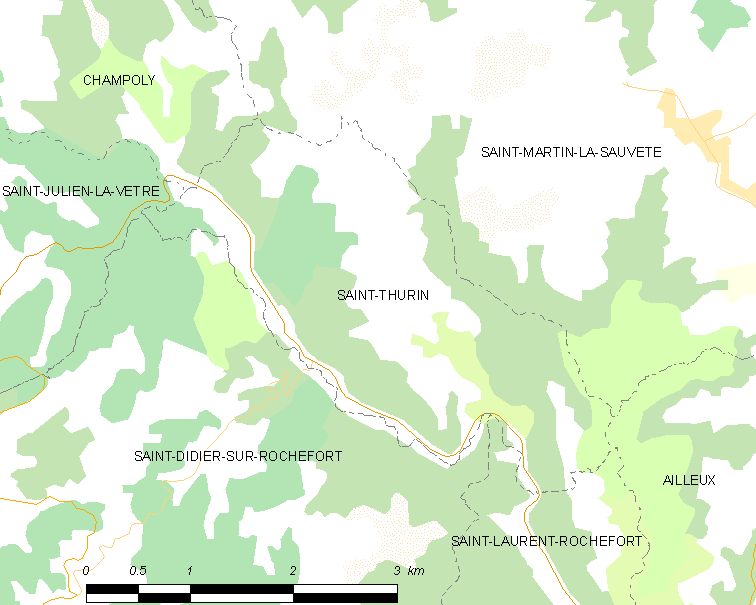
圣蒂兰的OSM定位图

## 行政
圣蒂兰的邮政编码为42111，INSEE市镇编码为42291。

## 政治
圣蒂兰所属的省级选区为利尼翁河畔博安县。

## 交通
卢瓦尔省省道D38线、D44线和D1089线在境内交汇。

## 人口

1962-2008年间圣蒂兰人口变化图示

圣蒂兰于2018年1月1日时的人口数量为188人。